# Sigersholm
Sigersholm er et middelalderligt voldsted sydvest for Vipperød ca. 3 km syd for Holbæk på Sjælland. Voldstedet måler ca. 90 x 90 m og er 5 m højt. Den omgives af en voldgrav.